# Král Škorpion
Král Škorpion (v anglickém originále The Scorpion King) je americko-německo-belgický film z roku 2002 s Dwaynem Johnsonem v hlavní roli. Jedná se o prequel série Mumie, který sleduje osud Mathayuse, krále Škorpiona, postavy, která se poprvé objevila ve filmu Mumie se vrací. Události ve filmu se odehrávají 5 000 let před Mumií se vrací a sledují Mathayusův původ a to, jak se stal králem.
V roce 2008 byl uveden prequel Krále Škorpiona Král Škorpion: Vzestup Říše, kde Dwayna Johnsona v roli mladého Škorpiona nahradil Michael Copon.

## Děj
Mathayus, poslední akkádský žoldák, je spolu se svým nevlastním bratrem a přítelem najat králem Pheronem, aby zabili čaroděje krále Memmona, jenž Memmonovi předpovídá výsledek každé bitvy. Král Pheron se svojí družinou, jakož i Mathayus se svým bratrem, však v tu chvíli ještě netuší, že se ve skutečnosti nejedná o čaroděje, nýbrž "čarodějku" Cassandru. Když se mu podaří ke Cassandře proniknout, je prozrazen Pheronovým zrádným synem Takmetem, což zapříčiní smrt Mathayova bratra a přítele. Než stačí Memmon zabít Mathaya, Cassandra řekne, že to není dobrý krok, protože by mu to přineslo smůlu, a tak ho Memmon nechá zahrabat až po krk s tím, že ho mají sežrat mravenci. S pomocí zloděje koní Arpida se mu podaří uniknout. Rozhodne se pomstít bratra a zabít Memmona.
Cassandra předpoví Memmonovi další vítězství. Memmon plánuje budoucnost a oznámí Cassandře, že se stane jeho královnou až definitivně zvítězí nad svými nepřáteli. Cassandra namítá, že pak ale ztratí své schopnosti. Memmon na to říká, že už je pak nebude potřebovat.
Mathayus s pomocí Arpida a chlapce-lupiče pronikne do Gomory a do Memmonova sídla. Je připraven střelit Memmona šípem, ale raději zachrání chlapce, který mu pomohl, když má přijít o ruku za krádeže. To ho prozradí. Když utíká před vojáky, narazí Mathayus na Cassandru a unese ji. Společně uprchnou z města a setkají se s Arpidem a Mathayovým velbloudem a všichni se vydají do Údolí mrtvých. V noci se pokusí Cassandra neúspěšně utéct. Řekne Mathayovi, že nemá v úmyslu vrátit se k Memmonovi. Mathayus ji pak osvobodí, ale Cassandra s ním nakonec zůstane.
Druhý den je Mathayus dostižen Memmonovými vojáky, které vede Memmonova pravá ruka Thorak. Mathayus všechny zneškodní až na Thoraka. Toho se mu podaří přemoci po souboji. Před smrtí ale ještě Thorak Mathaya zasáhne šípem se škorpióním jedem. Arpid a Cassandra naleznou Mathaya téměř mrtvého. Cassandra se ho v noci rozhodne vyléčit svými schopnostmi, ačkoli tím riskuje vlastní život. Svou pomoc Cassandra vysvětluje tím, že věří, že Mathayus dokáže lidi vymanit z Memmonovy tyranie.
Dále v poušti se trojice potká s Philosem (vědcem z Memmonova dvora, kterého Mathayus potkal již dříve v Gomoře), který se rozhodl opustit město. V poušti zdokonalil svůj střelný prach. Philos, šťastný, že vidí Cassandru živou, se přidá k Mathayovi.
Později se všichni přidají k Balthazarovi, vůdci Memmonových nepřátel. Nejdříve spolu Mathayus a Balthazar bojují, ale když zjistí, že mají stejný cíl, spojí své síly. Během oslavy v Balthazarově táboře, má Cassandra vidění, jak Memmon zabíjí Mathayuse a další lidi. Mathayuse to nezastraší a říká, že Memmona zabije. Po intimní noci s Mathayem se Cassandra vrací za Memmonem, aby ho varovala před útokem.
Mathayus a Balthazar Cassandru následují. Proběhne bitva mezi jejich a Memmonovými silami. Balthazar zabije Takmeta, Mathayus zase Memmona. Bitva skončí vítězstvím Balthazarových a Mathayových lidí. Mathayus se stane králem a Cassandra jeho královnou. Ta neztrácí svou moc a říká, že si to čarodějnice vymyslely již dávno, aby se ubránili před vládci jako byl Memmon.

## Obsazení
| Dwayne Johnson        | Mathayus (král Škorpion) |
| Steven Brand          | Memmon                   |
| Kelly Hu              | Cassandra                |
| Grant Heslov          | Arpid                    |
| Bernard Hill          | Philos                   |
| Michael Clarke Duncan | Balthazar                |
| Peter Facinelli       | Takmet                   |
| Sherri Howard         | královna Isis            |
| Ralf Moeller          | Thorak                   |
| Branscombe Richmond   | Jesup                    |
| Roger Rees            | král Pheron              |